# 諱
諱（いみな）とは東アジアの漢字圏における人物の本名のこと。東アジアでは人物を本名で呼ぶことを避ける（忌む）文化があったため、本名を諱とも呼んだ。「忌み名」とも表記される。

## 概要
諱という漢字は、日本語において「いむ」と訓ぜられるように、本来は口に出すことがはばかられることを意味する動詞である。
この漢字は、古代に貴人や死者を本名で呼ぶことを避ける習慣があったことから、転じて人の実名・本名のことを指すようになった。本来、名前の表記は生前であれば「名」、死後は「諱」と呼んで区別するが、のちになって生前に遡り諱と表現するなど、混同が見られるようになった。諱と対照して普段人を呼ぶときに使う名称を「字」（あざな）といい、時代が下ると多くの人々が諱と字を持つようになった。
諱で呼びかけることは親や主君などのみに許され、それ以外の人間が行った場合は極めて無礼であると考えられた（詳細は後述の「実名敬避俗」及び避諱を参照）。
また、僧侶が受戒するときに受ける法名のことを、仏弟子として新たに身につける真の名前という意義から諱（厳密には法諱（ほうい・ほうき））といった。
日本では時代が下ると、僧侶の受戒が、俗人の葬式で死者に授戒し戒名として諱を与える儀礼として取り入れられた。このため、現在の諱は諡と混同され、現代日本語ではほとんど同義に用いられることもしばしばある。

## 実名敬避俗
実名を敬避する（敬って避ける）習俗という意味の語である。漢字文化圏において、諱で呼びかけることは親や主君などのみに許され、それ以外の人間が行った場合は極めて無礼であると考えられた。これは、ある人物の本名はその人物の霊的な人格と強く結びついたものであり、その名を口にするとその霊的人格を支配することができると考えられたためである。
その一例として高堂隆の逸話が挙げられる。『都の督軍が薛悌と論争したとき、薛悌を名前で呼んで怒鳴りつけた。高堂隆は剣の柄に手をかけて督軍を叱り、「昔、魯の定公が侮辱されたとき、仲尼(孔子)は階段を上がってたしなめ、趙王が秦の琴を弾かされたとき、藺相如は秦王に缶（かめ。打楽器として使う。）を叩かせた。下臣を前にして主君を名前で呼べば、道義では討ち果たすことになっている。」督軍は真っ青になり、薛悌は慌てて起(た)ち上がり彼を引き留めた。』
日本では、本居宣長の説が主流であった。それによれば、諱とは中国から伝わった「漢意」であって日本古来の風習ではなく、むしろ日本では古来、名前とは美称であった。そしてのちに漢国（中国）の風俗にならい、名指しが無礼とされるようになった。しかし穂積陳重は、フレイザー『金枝篇』などの文献を独自に調査し、このような名前に関するタブーが漢字文化圏のみならず、世界各地に存在することを突き止めたと述べた。そして日本でも中国の諱の礼制が導入される以前から、実名を避ける習慣が存在したとして、これを「実名敬避俗」と定義した。また陳重は、宣長が名前を美称と認識したのは、『古事記』『日本書紀』に記録された神や天皇の名前は、実名の多くが忘れ去られ、副称・尊号のみが伝えられた結果と指摘した。たとえば、伊耶那美命・伊邪那岐命の神名は、賀茂真淵・宣長 の説に従い「伊耶（イザ）」を「誘語（いざなふことば）」の意味、すなわち国産みのための遘合を互いに誘ったことから呼んだものとすれば、これは明らかに後から奉られた尊号であって、実名ではないことになる。
実名敬避俗の発想から貴人の諱を忌み避けることを「避諱(ひき)」という。特に天子（皇帝）の諱は厳重に避けられ、詔勅以下の公文書にもいっさい用いられず、同じ字を使った臣下や地名・官職名は改名させられたり、漢字の末画を欠かせるなどのあらゆる手を尽くし使用を認めなかった。例えば、漢の初代皇帝劉邦の諱は「邦」であったため、漢代には「邦」の字をまったく使用できなくなった。以後「国」の字を使うことが一般化し、戦国時代に「相邦」と呼ばれていた役職は相国となった。避諱の実際は時代によって異なるが、多くは王朝の初代、現皇帝から8代前までさかのぼる歴代の皇帝の諱を避けた。また皇帝のほか、自分の親の名も避諱の対象となった（例えば、杜甫はたくさんの詩を残したが、父の名である「閑」という字はすべての作品で使用しなかった）。（詳しくは避諱の項を参照。）
日本では親の実名を避ける例はほとんど見られない。しかし、中国の強い影響下にある桓武天皇の時代に編纂された正史『続日本紀』において、天皇の父である光仁天皇の即位前の記事に関しては、諱である「白壁王」という表記を避けて（大納言）「諱」と記載されている。
江戸時代中ごろ以降は、将軍家の当主と家族の諱と名のりは実名での使用を避ける傾向があり、諸藩においては将軍家に加えて藩主とその家族の実名および名のりを避けた（後述する将軍から大名家当主・世子等への偏諱授与の場合を除く）。この場合は、将軍家や藩主家の娘の名も使用を避ける対象であった。
具体例としては、徳川綱吉の時代に綱吉の娘、鶴姫と同じ「つる」という名を変えた例や、長州藩の毛利重就が当初「しげなり」という名のりだったのを、徳川家斉が将軍になってからは「しげたか」と改めた例がある。また薩摩藩では、将軍家の当主と正室や子女の諱、及び藩主とその正室や子女の実名および名のりを避けるように藩法で規定していたことが、「薩藩政要録」や「三州御治世要覧」から分かる。その他、「仙台市史 通史4 近世2」によれば、伊達宗村に徳川吉宗の養女利根姫（雲松院）が嫁ぐと、領内での「とね」という女性名が禁止され、武家・庶民の別なく「とね」の名を持つ女性の改名が令達されている。
安政5年10月、松平茂昭が将軍家茂の偏諱を賜って名を直廉から茂昭と改めた。この年以後、福井藩民の名における茂の字は忌諱によってすべて藻と改められ、人別帳等には藻左衛門・藻兵衛等と記されている。
薩摩藩ではまた、将軍家及び藩主家の実名や名のりの禁止は、将軍家や藩主家の一族が死去もしくは結婚などで家を出た場合に解除されたことが「鹿児島県史料」で散見される。

### 漢字圏での呼び名
中国を始めとする東アジアの漢字圏で、諱を避けるために用いられた代替的な呼称を以下に列挙する。

#### 字
字は元々中国の習慣で、成人した人間の呼び名として用いられた。
| 姓 字             | 諱・実名       | 国・地域 |
| ----------------- | -------------- | -------- |
| 陶 淵明           | 潜             | 中国     |
| 伍 子胥           | 員             | 中国     |
| 趙 孝直           | 光祖           | 朝鮮半島 |
| 金 立之           | 富軾           | 朝鮮半島 |
| 荻生 茂卿(もけい) | 茂卿(しげのり) | 日本     |
| 宇野 士新         | 鼎             | 日本     |

#### 号
号は文人・知識人が創作を発表する際に用いた筆名である。ひとりの人物が複数の号を持つこともある。
| 姓 号     | 他の号           | 諱・実名 | 国・地域 |
| --------- | ---------------- | -------- | -------- |
| 蘇 東坡   | 東坡居士         | 軾       | 中国     |
| 孫 中山   | 日新・逸仙       | 文       | 中国     |
| 李 栗谷   | -                | 珥       | 朝鮮半島 |
| 許 蘭雪軒 | 蘭雪             | 楚姫     | 朝鮮半島 |
| 阮 抑斎   | -                | 廌       | ベトナム |
| 阮 清軒   | -                | 攸       | ベトナム |
| 新井 白石 | -                | 君美     | 日本     |
| 吉田 松陰 | 二十一回猛士     | 矩方     | 日本     |
| 平山 行蔵 | 運籌真人など多数 | 潜       | 日本     |

#### 諡
王・帝や領主などが、死後に贈られる名が諡である。
| 姓 諡       | 諱・実名 | 国・地域 |
| ----------- | -------- | -------- |
| 諸葛 忠武侯 | 亮       | 中国     |
| 王 文公     | 安石     | 中国     |
| 李 忠武公   | 舜臣     | 朝鮮半島 |
| 河 文孝公   | 演       | 朝鮮半島 |
| 徳川 義公   | 光圀     | 日本     |
| 伊達 貞山公 | 政宗     | 日本     |

#### 官名
官職についている（いた）人物をその官名で呼ぶこともあった。日本でも同様の慣習があったが、朝廷が授けた官名そのままではなく唐名を呼び名とすることも多かった。
| 姓 官名（唐） | 官名（和） | 諱・実名 | 国・地域 |
| ------------- | ---------- | -------- | -------- |
| 嵆 中散       | -          | 康       | 中国     |
| 杜 工部       | -          | 甫       | 中国     |
| 李 相国       | 宰相       | 奎報     | 朝鮮半島 |
| -             | 伴 大納言  | 善男     | 日本     |
| 平 相国       | 太政大臣   | 清盛     | 日本     |
| 徳川 内府     | 内大臣     | 家康     | 日本     |

また中国でいう刺史のような地方長官の場合、治める土地の名で呼ばれることもあった。
| 姓 地名   | 官位           | 諱・実名    | 国・地域 |
| --------- | -------------- | ----------- | -------- |
| 劉 豫州   | 豫州刺史       | 備          | 中国     |
| 柳 柳州   | 柳州刺史       | 宗元        | 中国     |
| 勝 安房   | 従五位下安房守 | 義邦 → 安芳 | 日本     |
| 小堀 遠州 | 従五位下遠江守 | 政一        | 日本     |

また江戸時代の国持大名の場合、名字として国の名を名乗る習慣があったため、たとえば従四位下侍従長州侯松平斉広であれば「長門侍従」が名前として認識され武鑑にもそのように掲載された。長州藩主は歴代が侍従の職を得る習慣であったため、結果として歴代の藩主が「長門侍従」を襲名するような慣行となっていた。加賀前田家であれば参議に任官する慣行があるためその唐名をとって「加賀宰相」が当主の名前として使われていた。
また上述の「勝安房」のように官名の末尾を省略して呼称することは早くから行なわれており、たとえば大老酒井雅楽頭のことを「酒井雅楽」と表記するようなことは広く行なわれていた。ただしこれらは日記などどちらかというとプライベートな領域での省略記法といった傾向があり、正式な書状などであれば「酒井雅楽頭」と正しい名前の表記が行なわれた。
ただし中世以降の日本の場合、任官されていない官名や受領名を好き勝手に自称する武士もいるため、その呼び名が実際の官職であるか単なる自称であるかは検討を要する。例えば織田信長は朝廷から右大臣に任ぜられているため、織田「右府」（右大臣の唐名）という呼び名は実際の官名に沿ったものである。しかし一般に知られる織田「上総介」は、いわゆる百官名であり、全くの自称である。江戸時代には官名を勝手に名乗ることは禁制となった為、官名風の名前を使う習慣が発生した。この百官名については、上級武士などが用いるものという考えかたが一般常識として広く通用していたため、名前からある程度身分を推測できるものであった。しかし全国レベルで明文化された確固たるルールがあったわけでもないため、個別の事情については検討が必要である。
また、上述の通り、正式に官職に補されている人物についても、その名前の表記を省略される事例があった。「雅楽頭」であれば幕府、朝廷の許可が無ければ名乗れない官名であるが、「雅楽」であればその気になれば誰でも名乗れる百官名であり、正式の文書ではない場面で登場している名前についてそれが百官名に見えても正規の官名の省略記法である可能性があり、この点もその資料のコンテキストを踏まえて判断しなければならない。
左衛門、右衛門、兵衛といった官名は頻繁に使われたため、元は官名であったことすら忘れ去られ、兵農分離以降も平民の名前として一般的に使われた。

#### 排行
排行または輩行名は、もともとは中華圏における呼び名の一種で、兄弟の長幼の順序を示す番号を名前代わりにしたものである。
| 姓 排行   | 諱・実名 | 国・地域 |
| --------- | -------- | -------- |
| 朱 重八   | 元璋     | 中国     |
| 白 二十二 | 居易     | 中国     |
| 金 九     | 昌洙     | 朝鮮半島 |
| 那須 与一 | 宗隆     | 日本     |
| 天草 四郎 | 時貞     | 日本     |

#### 本籍
本籍（出身地）の地名を用いる例。
| 姓 本籍 | 諱・実名 | 国・地域 |
| ------- | -------- | -------- |
| 孟 襄陽 | 浩然     | 中国     |
| 康 南海 | 有為     | 中国     |

## 系字（通字）
中国や朝鮮半島では、祖先の諱を避ける代わりに同一血統で同世代の者が諱の中で特定の字を共有する習慣があり、系字もしくは通字という（輩行字）。同世代の間で共通の字を用いることから、特に列系字と呼ばれることもある。
南北朝時代以降の中国では、諱に漢字二文字を用いることが広まるが、そのうちの一字について、兄弟・従兄弟など、同族同世代の男子が世代間の序列を表すため同じ文字を名に共有する。これにより一族の中の世代間における長幼の序を確認し合うことができる。一字名の場合は、同部首の漢字を用いることで系字とする（蘇軾・蘇轍など）。また、世代間で規則に従った系字を順に配することもあり、この場合は行列字ともいわれる（ある世代が「水」系字の場合、五行説によって次の世代に「木」系字を用いるなど）。
なお、現代の北朝鮮では国家指導者の名に、金日成、子の金正日、孫の金正恩と、むしろ日本式に近い通字の使用が見られる。朝鮮の伝統に反するこうした命名についての理由は、識者から種々の憶測がなされているものの明らかではない。
この習慣は、日本でも平安時代初期に一時行われたが、のちには一族の中で、多世代にわたって同じ字を諱のうちの一字として用いる通字がむしろ広く行われ、列系字に対して行系字と呼ばれる（後述）。

## 日本

### 日本における諱の歴史
日本での個人の名前は「石川麻呂（いしかわまろ）」や「穴穂部間人（あなほべのはしひと）」など長い訓に漢字を当ててきた。しかし、嵯峨天皇のころ遣唐使であった菅原清公の進言によって、男子の名前は漢字二文字か一字、女子の名前は「○子」とするといった、漢風の名前の使用が進められ、定着した。
このように、中国の伝統を取り入れた名前の習慣が定着すると、実名・本名のことを漢文表記するときは、中国同様に「諱（いみな）」と呼んだ。
これは中国と同じく実名と霊的人格が結びついているという宗教的思想に基づく。そのため、平安時代には武士などが主従および師弟関係を取り結ぶときに、主君・師匠に自分の名を書いた名簿（みょうぶ）を提出するしきたりがあった。また、親子関係、夫婦関係以外の社会的主従関係に乏しかった女性では名の秘匿がより進み、公的に活躍した人物ですら、後世実名が不明となる場合が多かった。清少納言や紫式部、菅原孝標女の実名が不明なのはこのためである（少納言や式部は、父親等の官職名から付けられた女房としての職務上の呼称である。また、孝標女は父・菅原孝標の名がそのままつけられている）。
また、平安時代以降の貴人は居住する邸宅の所在地名や官職名などに基づく通称で呼ばれ、武士をはじめ身分のさらに低い者も太郎・次郎などの兄弟の出生順序などからつけられた、仮名（けみょう）と呼ばれる通称が用いられた。仮名については、室町時代以降、官職風の人名として百官名、さらに東百官のようなものまで派生し、諱と別につけられた通称をもって人名とすることが明治時代まで行われていた。
時代劇で例示すると、『遠山の金さん』の主人公である遠山景元（実在した旗本）の場合、諱は「景元」であるが、劇中においてこの名で呼ばれることはない。諸大夫に叙され左衛門少尉を名乗っていたことから「左衛門尉さま」、あるいは仮名である「金四郎」（さらにここから派生した金さん）の名で呼ばれる。
だが戦国時代には官職名ではなくあえて諱で呼び、さらには敬称をつけず呼び捨てとすることが最上級の敬意を表す事例もあるため、日本の歴史上において諱で呼ぶ行為が常に礼儀を欠くわけではない。また、本能寺の変を記した本城惣右衛門覚書には、「のぶながさま」「いへやすさま（別の箇所では「いゑやすさま」とも）」と記載があり、諱の使用される例が皆無ということもない（一方、同書では自軍である明智勢の明智秀満を通称の「弥平次」、斎藤利三を「くら介」「さいとう蔵介」と官職名になっている）。
明治に至り、1870年（明治3年）12月22日の太政官布告「在官之輩名称之儀是迄苗字官相署シ来候処自今官苗字実名相署シ可申事」、1871年（明治4年）10月12日の太政官布告「自今位記官記ヲ始メ一切公用ノ文書ニ姓尸ヲ除キ苗字実名ノミ相用候事」、1872年（明治5年）5月7日の太政官布告「従来通称名乗両様相用来候輩自今一名タルヘキ事」により、諱と通称を併称することが公式に廃止されている。すべての国民は戸籍に「氏」及び「名」を登録することとなり、それまで複数の名（諱および通称ならびに号など）を持っていた者は、それぞれ自身が選択したものを「名」として戸籍登録することとし、登録時に婚姻・養子縁組を伴わない者の改名は禁止された。当時の明治政府高官の例では、伊藤春輔博文は諱の「博文」を、山本権兵衛盛武は通称の「権兵衛」をそれぞれ登録している。

### 日本における通字
日本では「ある人物の諱に用いられているものと同一の漢字を用いることそのものがその人物の霊的人格に対する侵害だ」とする観念が、中国や朝鮮ほど強くはなかった。
そのため、漢字二字からなる名が一般的となった平安時代中期以後の日本では、家に代々継承され、先祖代々にわたり特定の文字を諱に入れる「通字（とおりじ）」あるいは「系字」という習慣があった。これにより、その家の正統な後継者、または一族の一員であることを明示する意図があった。

#### 代表的な例

##### 皇族・公家
- 皇族（天皇家） - 男子が「仁」、女子が「子」。通字として定着するのは室町時代以降であった。嫁入りの場合も「子」の名がある女性が選ばれる。
  - 伏見宮家 - 「貞」と「邦」とを1代ごとに交互に用いる。ただし、当初華頂宮家を継承していた伏見宮博恭王以降は「博」を用いた。また、幕末維新期においては伏見宮系の皇族は御称号に麿をつけた諱が通字となっていた。例として定宮は定麿王(後の依仁親王)に、六十宮は渋谷六十麿(後の清棲家教)に、巌宮は巌麿王(後の邦憲王)に、世志宮は世志麿王(後の邦彦王)に名を改めている
  - 久邇宮家 - 「朝」と「邦」を相互に用いる。次男以下には父親が用いてる通字を諱の上に用いてる。また、朝彦親王の子供たちにはと「彦」を用いる。これは朝彦親王の王子の東久邇宮稔彦王の東久邇宮や朝香宮鳩彦王の朝香宮、多嘉王の息子たちにも継承されている。また、その他にも朝彦親王の子には「多」の字を御称号に用いている(後の守正王である多田王や多嘉王)
  - 北白川宮家 - 「久」を用いる。
  - 賀陽宮家 - 「邦」と「憲」を相互に用いる。「憲」の字は初代邦憲王の父の朝彦親王が出家前に成憲と名乗ったことに由来する。通字を代々相互に用いるのは本家である久邇宮や、そのまた本家である伏見宮からの伝統でもある。ただし、次男以下には父親の用いてる通字が諱の下にきて、それが子孫にも継承されている。
  - 山階宮 - 「麿」を用いる。
  - 竹田宮 - 「恒」を用いる。
  - 梨本宮 - 「守」を用いる。
  - 華頂宮 - 「博」を用いる。三代目の博恭王が伏見宮に復籍した後、「博」の通字は伏見宮に受け継がれた。
  - 岩倉宮 - 「忠」と「彦」を用いる。
  - 後醍醐天皇の皇子 - 「良」を用いる。
  - 後二条天皇の子孫 - 「邦」を用いる。
- 藤原北家摂関家 - 房前・内麻呂・冬嗣・良房・基経・忠平・師輔・兼家・道長・頼通・教通・師実・師通の13人のうち2人を選び、それぞれから１字ずつ取って命名した。この慣行は、足利義満以後の武家の首長たちが摂関家の当主・嫡子に自らの偏諱を与えるようになってから次第に崩れた。
- 藤原北家閑院流（三条家・西園寺家・徳大寺家など) - 「公」と「実」とを１代ごとに交互に用いる。「公」や「実」のみを用いる家系もある。今出川（菊亭）家などのように、始祖藤原公季の「季」を用いる例も多い。
- 藤原北家御子左流冷泉家（上冷泉家・下冷泉家） - 「為」
- 村上源氏 - 始祖具平親王の「具」や源師房の「師」、源通親の「通」が用いられることが多い。
- 菅原姓高辻氏・東坊城氏 - 「長」

##### 武家
- 伊勢平氏 - 「盛」
- 房総平氏（上総氏・千葉氏・相馬氏） - 「常」「胤」
- 秩父平氏（畠山氏・河越氏・江戸氏） - 「重」
- 伊東氏 - 「祐」
- 三浦氏・和田氏 - 「義」「村」
- 鎌倉氏（大庭氏・梶原氏・長尾氏） - 「景」
- 鎌倉北条氏 - 「時」
- 伊勢氏 - 「貞」「盛」
- 小田原北条氏（←伊勢氏分家?） - 「氏」
- 河内源氏 - 「義」、「頼」
- 足利氏（吉良氏・斯波氏） - 「義」「氏」
足利将軍家は「義」、鎌倉時代の宗家や鎌倉公方家およびその後裔の古河公方家、喜連川氏は「氏」。なお室町期以降の斯波氏の「義」字は通字ではなく[11]足利将軍からの偏諱である。
- 畠山氏 (源姓) - 「国」「長」「政」
庶流の能登畠山氏は「慶」「義」を使用した。
- 細川氏 - 「元」「之」「護」
宗家である京兆家が主に「元」、讃州家が「之」を使用した。「護」は幕末期以降の肥後細川家が使用している。
- 一色氏 - 「範」「義」
- 今川氏 - 「範」「氏」
- 山名氏 - 「煕」「豊」
- 新田氏 - 「義」「氏」
- 佐竹氏 - 「義」
- 武田氏 - 「信」
- 蠣崎氏（松前氏） - 「広」
- 南部氏 - 「信」「利」(「利」は前田氏からの偏諱)
- 小笠原氏・三好氏 - 「長」
小笠原氏でも小倉藩主家は「忠」を使用した。
- 仁科氏 - 「盛」
- 諏訪氏 - 「頼」・「忠」
- 摂津源氏（多田氏・土岐氏・明智氏） - 「頼」「光」「綱」
- 浅野氏 - 「長」
- 佐々木氏（六角氏・京極氏・尼子氏・朽木氏） - 「綱」「高」「頼」「久」
- 黒田氏 - 「長」
- 榊原氏 - 「政」
- 大江氏（長井氏・寒河江氏・北条氏・ 毛利氏 ほか） - 「広」「元」「就」
- 安東氏（秋田氏・下国氏） - 「季」
- 藤姓足利氏・佐野氏 - 「綱」
- 太田氏 - 「資」
- 小山氏 - 「政」
- 結城氏 - 「朝」
- 奥州藤原氏 - 「衡」
- 上杉氏 - 「憲」
山内上杉家は「憲」を、扇谷上杉家は「定」「朝」を使用した。
- 織田氏（津田氏） - 「広」「定」「信」「長」
- 前田氏 - 「利」
- 伊達氏 - 「宗」「村」
- 井伊氏 - 「直」
- 徳川氏（松平氏） - 「信」「忠」「康」「家」
また清和源氏の子孫であることを主張するために「義」「頼」も使用している。
- 石川氏 - 「総」
- 酒井氏 - 「忠」
左衛門尉家・雅楽頭家ともに「忠」を使用している。
- 本多氏 - 「忠」「正」「重」「康」
- 河野氏 - 「通」
- 大内氏 - 「弘」
- 少弐氏 - 「頼」「資」
- 真田氏 - 「幸」「信」
- 鍋島氏 - 「直」「茂」
- 大蔵氏（原田氏・秋月氏・高橋氏） - 「種」
- 菊池氏（米良氏） - 「隆」「経」「直」「武」「朝」
米良氏以降は「重」「則」も使用している。
- 大友氏 - 「親」「直」
- 島津氏 - 「久」「忠」
- 赤松氏 - 「則」
- 宇喜多氏 - 「家」「秀」
- 小西氏 - 「行」
- 楠木氏 - 「正」
- 朝倉氏 - 「景」
- 浅井氏 - 「政」
- 大浦氏（津軽氏） - 「信」
- 阿蘇氏 - 「惟」
- 相良氏 - 「頼」「長」
- 禰寝氏 - 「清」
- 肝付氏 - 「兼」
- 三河渡辺氏 - 「綱」
- 三河西郷氏 - 「員」「久」
- 三河野々山氏 - 「兼」
- 信濃野々山氏 - 「義」
- 琉球允氏具志堅家 - 「用」

##### 門跡、坊官（寺院）・社家（神社）
- 本願寺（大谷家） - 「光」
- 本願寺（下間氏） - 「頼」
- 伊勢神宮 -　藤波家（祭主）の「忠」・荒木田氏（皇大神宮禰宜）の「守」・度会氏（豊受大神宮禰宜）の「行」
- 賀茂神社（賀茂県主氏） - 「祐」
- 石清水八幡宮（田中家・善法寺家） - 「清」
- 出雲大社（出雲国造） -　千家家の「尊」・北島家の「孝」
- 諏訪大社（諏方氏） - 「頼」
- 宇佐神宮（到津家・宮成家） - 「公」
- 鹿島神宮（中臣姓鹿島氏） - 「則」

など、類例は枚挙にいとまがない。中には、活躍した祖先の事績にあやかり、通字を用いるだけではなく祖先とまったく同じ諱を称する場合もあり、これを先祖返りといった。たとえば朝倉孝景、伊達政宗、毛利元春などが挙げられる。
伝統芸能である大相撲においては、部屋単位でその部屋の開祖の四股名から通字を設けている例がある（春日野部屋の「栃」、佐渡ヶ嶽部屋の「琴」など）。仏教の僧侶においても、浄土真宗門主の「如」、日蓮宗の「日」のように通字を設けている例がある。
このような「通字」「系字」の文化は、天子や先祖の名を避ける中国の避諱とはまったく対照的な、日本独特の風習である（日本以外での例では、明・清の皇室が兄弟および同世代間で同じ字（明の英宗朱祁鎮・代宗朱祁鈺の兄弟や熹宗朱由校・毅宗朱由検兄弟、清の文宗奕詝・恭親王奕訢・醇親王奕譞兄弟、穆宗載淳と従弟の徳宗載湉・醇親王載灃の兄弟など）を、またベトナム・広南阮氏～阮朝でも阮福源以降代々諱に「福」を入れている）。

### 偏諱
二字名のうち、主に通字ではない方の字はある程度避ける習慣があり、このように避諱が行われた字を「偏諱（へんき・かたいみな）」という。

#### 偏諱授与の風習
偏諱（へんき）は避けるだけではなく、貴人から臣下への恩恵の付与として偏諱を与える例が、鎌倉時代から江戸時代にかけて非常に多く見られる。
鎌倉時代には、4代将軍藤原頼経から5代執権北条時頼、6代将軍宗尊親王から8代執権北条時宗（時頼の嫡男）への偏諱など、下の字につく場合もままあったが、時代が下るにつれて主君へのはばかりから偏諱は受ける側の上の字となる場合がほとんどとなった。
室町時代には重臣の嫡子などの元服に際して烏帽子親となった主君が、特別な恩恵として自身の偏諱を与えることが広く見られるようになった（一字拝領ともいう）。特に足利将軍の一字を拝領することが顕著で、畠山満家や細川勝元などの守護大名から赤松満政のような近臣にも与えられた。従って、武家において偏諱を授けるということは直接的な主従関係の証となるものであり、主君が自分の家臣に仕えている陪臣に偏諱を授けることができなかった。実際に、有馬晴純（義純）が少弐氏との被官関係を残したまま、将軍足利義晴から偏諱を授与されたことが後日問題となった例がある（『大舘常興日記』天文8年7月8日・同9年2月8日両条）。しかし、これも戦国時代以降では陪臣の立場でも（主君（将軍の臣下）を介する形で）将軍などから間接的にその偏諱を受ける現象が生じている（後述も参照）。一方で公家でも近衛家・九条家・二条家のように将軍から偏諱を受ける家も現れた。
戦国時代から安土時代には外交手段として一字を貰い受けることもあった（織田信長→長宗我部信親など）。桃山時代には、豊臣秀吉が積極的に大名の子息に「秀」の字を与えている。結城秀康、徳川秀忠（家康の次男、三男）、宇喜多秀家、毛利秀元、伊達秀宗など。
江戸時代になると主君から家臣への偏諱授与の風習は氾濫した。しかし、徳川御三家以外で将軍家の偏諱を受けられる家は、四品・国持大名（福井藩（越前松平家福井藩主家）・加賀藩（前田氏）・福岡藩（黒田氏）・米沢藩（上杉氏）・仙台藩（伊達氏）など）をはじめとする限定された藩の歴代当主（の世嗣も含む）や二条家などに留まり、精選された人物のみに与えられる特権、格式の表れと見なされるようになった。そのため、各藩や一族の支藩・分家などの当主に与えられる例は極めて稀であり、抜擢された一代などを除き、代々与えられる例はない。
一部を例示するが、徳川家光の「光」から徳川光圀・徳川光友、徳川家綱の「綱」から徳川綱重・徳川綱吉、徳川綱吉の「吉」から柳沢吉保・徳川吉宗、徳川吉宗の「宗」から徳川宗春、徳川家治の「治」から徳川治済・上杉治憲、徳川家斉の「斉」から徳川斉昭・島津斉彬、徳川家慶の「慶」から徳川慶喜・松平慶永など枚挙にいとまがない。
女性は朝廷官位を得るのに際して与えられる位記に諱を書く必要があることから、女性にも偏諱の慣習がみられる。その場合は父親ないし近親者から偏諱を受ける。北条時政の娘・北条政子（正しくは平政子）、近衛前久の娘・前子（中和門院）、豊臣秀吉の正室・吉子（高台院）など多くの例がある。
稀ではあるが、弟が兄に対して偏諱を与える例もあった。これは（長幼の序の観点でいえば兄が上で弟が下の立場ではあるが）兄が庶子であるがゆえに弟が嫡男もしくは上の立場となり、兄弟の扱いが逆に（弟が兄、兄が弟として）なっているからである。例えば、室町幕府第6代将軍足利義教の庶子で僧となっていた清久（せいきゅう）は、のちに還俗する際、異母弟で第8代将軍となっていた足利義政から「政」の字の授与を受けて足利政知に改名している。また、水戸藩第4代藩主徳川宗堯の庶長子であった松平頼順は、弟で同藩の第5代藩主となった徳川宗翰から「翰」の字を与えられてはじめは松平翰鄰（もとちか）と名乗っていた。
また、「賜った1字（偏諱）は授与を受けたその人物しか用いることができない」という規定は全くない。その具体例としては以下のものが挙げられる。
- 九州の戦国大名・大友義鎮（宗麟）から「鎮」の字の授与を受けた蒲池鎮漣以降の子孫・支流（蒲池氏）が「鎮」の字を代々用いるようになった例。
- 大友義鑑の重臣戸次鑑連の子孫が「鑑」の字を代々用いるようになった立花氏の例。
- 陶晴賢（戦国武将、室町幕府第12代将軍足利義晴→大内晴英（宗麟の実弟、のちの大内義長）→陶晴賢）
- 足利義晴より1字を受けた武田信玄（晴信）の家臣の一部に「晴」のつく人物がみられる（山本晴幸（勘助）、秋山晴近（虎繁・信友）、甘利晴吉（昌忠・信忠）、春日虎綱（別名に晴昌、晴久）、米倉晴継など）。（ただし、実際に名乗っていたかは不明。）
- 長尾輝景（戦国武将、室町幕府第13代将軍足利義輝→上杉輝虎（謙信）→長尾輝景）
- 京極氏（鎌倉幕府第14代執権北条高時→佐々木高氏→京極氏代々）
- 植村氏（戦国武将、江戸幕府初代将軍徳川家康→植村家存→植村家次→高取藩植村氏）
植村家存は家康の古参の家臣として偏諱を受け、その後子孫の通字となる。結果として、徳川宗家以外で家康由来の「家」の字を諱で使用するという、異例の譜代大名家となった。
- 徳川慶喜家歴代当主（江戸幕府第12代将軍徳川家慶→徳川慶喜（同第15代将軍、初代）→2代徳川慶久→3代徳川慶光→4代徳川慶朝）

こうした事例により、前述の「武家において偏諱を授けるということは直接的な主従関係の証となるものであり、将軍等から偏諱を授かった大名等が自分の家臣（陪臣）にそのままその字を授けることができない」といった原則が戦国時代以降では通用しないことが証明されている。
また、偏諱を与えられても実際に使用できるか否かは別問題である。相良頼房が足利義輝の偏諱を得て「義陽」と称したとき、隣国の大友宗麟が身分不相応であるとして反発したため義陽は家中に対してさえ旧名の頼房を用いざるを得なくなった。しかし、のちに島津義久と宗麟の関係が悪化すると、大友宗麟は相良氏を味方としてつなぎとめるために先の抗議を取り消したことで公称できるようになったという経緯がある。

### 天皇・皇室に対する避諱
上述のとおり、貴人から臣下へ偏諱授与される例は多いが、天皇に関して行われた例はほとんどない。後醍醐天皇（諱は尊治）から足利尊氏に偏諱授与がされたのは、極めて異例のこととされる。
現代に至るまで、天皇・皇族（特に天皇直系1親等の親王・内親王）に対して、本人以外が諱で呼称することは控えられる傾向にあった。特に天皇へは、一般人にとどまらず、天皇の傍系尊属の皇族といえども諱を用いて呼称しないのが暗黙の通例となっている。崩御した天皇については諡号（「明治天皇」・「大正天皇」・「昭和天皇」など）で呼称することがほとんどである。在位中の天皇については、現在位にある天皇という意味で、一般にはあまり用いられないが「今上天皇」、あるいはあえて名の呼称を避けて職敬名で「（天皇）陛下」と呼称する場合がほとんどである（天皇・皇后が揃って動く場合は“陛下”が並び立つ事になるため「天皇皇后両陛下」の表現が用いられる）。
親王（内親王）・宮家当主に対しても、皇室最上位にあたる天皇をはじめ直系・傍系尊属にあたる皇族でさえ諱を避け、宮号や御称号を用いて呼称するのが慣例となっている。一般人が呼称する際には、天皇直系1親等の親王・内親王を「○○宮（親王殿下）」・「○○宮（内親王殿下）」、宮家当主を「○○宮（殿下）」と呼称することがほとんどである。その範疇から親等が進んだ皇族に関しては、天皇から2親等の親王・内親王には「○○（諱）親王・内親王（殿下）」、あるいは「○○（諱）さま」と呼称することが多い。
日本の公文書においては、伝統的な用法として天皇の署名については「御名」、捺印については「御璽」と表記して公刊されるのが通例である。外国語で天皇を指称する場合には諱を用いることが多いが、近代以前の天皇については追号で呼ぶことが多い。
天皇直系1親等の親王・内親王は「○○宮（殿下）」と称号で呼称されることが通例だったが、特に天皇徳仁の子の世代からは、廃れつつあるのが現状である。昭和天皇の長子の明仁には3子あり、浩宮徳仁親王、礼宮文仁親王、紀宮清子内親王とそれぞれ称号を有していたが、明仁の孫4人のうち称号を有しているのは徳仁の長女・敬宮愛子内親王のみであり、秋篠宮文仁親王の3子、眞子内親王、佳子内親王、悠仁親王にはそもそも称号がない。称号を有する皇族が愛子内親王だけであるため、称号を使用する機会が減少しているのも大きな要因である。明仁が天皇在位の時は、天皇、皇后は4人の孫に言及するときは称号を有しない3人の孫に合わせて愛子内親王も名前で呼ぶ。民間でも、敬宮愛子内親王（殿下）を「愛子（諱）さま」と表記するのがもはや一般的となっている。また、かつて黒田清子が内親王だったころは「紀宮（殿下）」ではなく「清子（諱）さま」・「サーヤ（皇室で用いられていた愛称）」などと表記するケースが見られた。
天皇・親王・内親王・宮家当主の著作が学術論文分野に属するものである場合（たとえば昭和天皇や上皇明仁による生物学関連の論文など）、科学的文献については出自・貴賎は不問であるという国際的解釈から、著者署名には諱を記して公刊されるのが通例となっている。そうした文献が他者によって引用される場合も、元著作者名として諱がそのまま用いられる。日本語の文献においても「アキヒト属（ハゼ科の属名）」「アキヒト・バヌアツ（アキヒト属に属するハゼの一種）」のようにカタカナ表記される。
学術的な記述においては、天皇をはじめとする皇室構成員に言及する場合に実名を用いる。天皇制廃止論者などは、天皇・皇室に特別な敬意を示さないことを間接的に表現する手段として、あえて意図的に実名を用いる場合がある。天皇・皇族への実名使用に対して宮内庁が公式に不快感を表明することはない。これは日本国憲法第19条（思想・良心の自由）、第21条（言論・表現の自由）に配慮しているためである。

## 非漢字文化圏の諱
タイ族はピー信仰により本名ではなくあだ名で呼び合う習慣がある（タイの人名）。
『旧約聖書』の唯一神であるヤハウェは、一般的に名指しすることはない。文字で記録してある場合も、ユダヤ人は「アドナイ」（わが主）「ハッシェム」（その名）、キリスト教でも「主」「わが主」と言い換え、諱の発音を避けている。
モーセが神から授かったとされる「モーセの十戒」には、三番目に「あなたは、あなたの神、主の名を、みだりに唱えてはならない。主は、み名をみだりに唱えるものを、罰しないでは置かないであろう。」と諱の禁忌が述べられている（『旧約聖書』出エジプト記第20章7節）。
年代が下るとともに、キリスト教の儀式においてヤハウェ、ヤーウェ、エホヴァ等の諱を発音する例が見られるようになった。2008年6月29日、カトリック教会の総本山・ローマ教皇庁の典礼秘跡省は、伝統に従い諱を避けるよう指針を出している。